# Mobschatz
Mobschatz – osiedle Drezna, położone w zachodniej części miasta.
Najstarsza wzmianka o słowiańskiej wsi Mococice pochodzi z 1091. W 1816 wieś strawił pożar. W 1834 wieś zamieszkiwało 128 osób, w 1910 – 317 osób, a w 1950 – 829 osób. W 1999 została przyłączona do Drezna.
Graniczy z osiedlami Gohlis, Stetzsch, Kemnitz, Briesnitz, Omsewitz, Merbitz, Alt-Leuteritz, Cossebaude.